# 門牌號碼

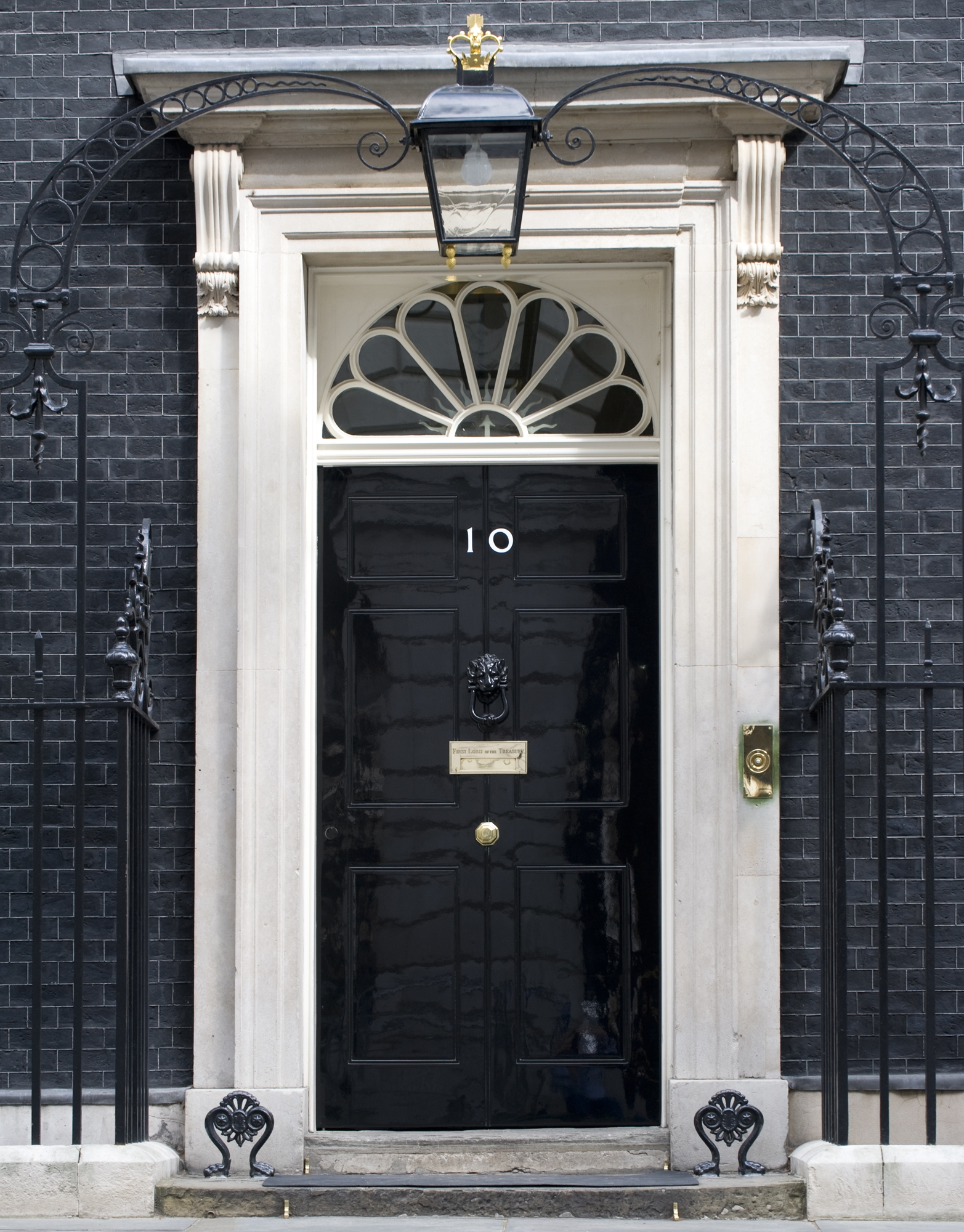
標有門牌號碼「10」的唐寧街10號，現今做為英國首相官邸

門牌號碼，簡稱門牌號，是政府或組織為了便於管理建築物，而給予建築物的編號，用以代表建築物和作為地址的最精確部份，在正常情況下、不會有兩個完全相同的門牌號碼。

## 歷史
門牌號碼編排計劃最初係由1512年於法國巴黎聖母橋地區率先使用，間清門牌相應地段業權誰屬。

## 編號規則
國際上一般通行以門牌號碼單雙數分列於街道兩旁，這樣使建築物能被容易定位出來。
比如北京市的編號規則：
- 東西走向街道，由東向西順序編號，北側編單號，南側編雙號；
- 南北走向街道，由北向南順序編號，西側編單號，東側編雙號；
- 複合方向走向街道，偏北側編單號，偏南側編雙號
  - 東北西南走向街道，由東北向西南順序編號；
  - 西北東南走向街巷，由西北向東南順序編號；
- 不通行的胡同，不分方向，一律由入口向裡，右側編單號，左側編雙號。

上海市的编号规则：
- 浦东新区外其他区域道路，由东到西、由南到北、左单右双连续编号；
- 浦东新区道路，由西到东、由北到南、左单右双连续编号；
- 里弄、新村内的建筑物，以进口处为首号连续编制门弄号；
- 对行政村内的建筑物，按照行政村的名称以进口处为首号连续编制门弄号；
- 道路相邻建筑物间距超过4米的，应当留出备用的门弄号；行政村相邻建筑物间距超过10米的，应当留出备用的门弄号；

臺北市門牌之編釘：
- （一）東西行者，北邊為單號，南邊為雙號。
- （二）南北行者，東邊為單號，西邊為雙號。
- （三）東南、西北行者，東北邊為單號，西南邊為雙號。
- （四）西南、東北行者，東南邊為單號，西北邊為雙號。
- （五）弧線行之道路，得視實際情形比照前四目規定辦理。

### 半號碼/字母門牌
中華民國的一個門牌號碼可以被細分；中華人民共和國的门牌可以通过后缀数字或天干的方式细分；港澳的門牌則會有22A、22B的數字字母混合形式的出現。加拿大多倫多萬錦市的地理資訊系統不支持數字字母混合符號。

## 標示方式
把金屬造門牌標示在建築物顯眼處，安裝工作由政府統一進行。門牌的大小、材質和位置都有法律規定，民間不能擅自更改或移除。

## 管理問題

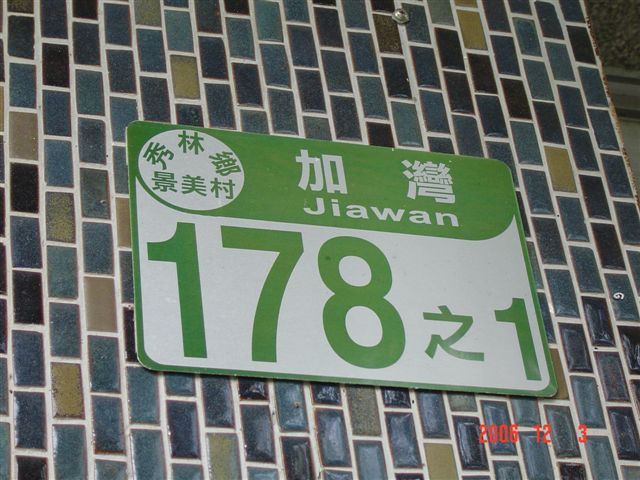
台灣花蓮縣秀林鄉使用的門牌

在港澳地區，沒有被民政機關編制門牌的地方，法律上的門牌就是「無門牌」。
澳門的街道管理，因為不會為很長的街道分段，導致有街道的門牌號碼超過1000的情況；加上部份大馬路要兼管接連的無主道路（屬該大馬路範圍），門牌系統非常混亂。
在中華民國的城市傾向將較長的道路分段，以人為手段使門牌號碼的數字變小，另外也能避免道路兩側因建物密度不一造成號碼差距過大的問題。
各地政府都會推動門牌管理，但是有些地方會人為遮擋門牌，或因為工程關係而移除整個門牌。這樣導致郵遞服務和遊人定位的困難。

## 門牌號碼的用途
- 戶籍管理
- 建築物定位（如郵政定位）
- 判斷街道法定走向（1號門牌為起點）和所處的街道何側
- 在台灣，使用門牌號能在路道網中迅速定位：台灣城市的次級道路（巷、弄、衖）以和主幹道路截點門牌號命名（如AA路BB巷，該門牌號碼為街道專用，不會被其他建築物佔用）[6]；知道次級道路的名字就等於知道怎麼從主幹道路在甚麼路口走到目的道路。
- 行政公平：和中國古代以閭左、閭右征發力役一樣，以號碼作為依據，能表現出最大程度的公平（指不是以收入、社會地位等作為行政依據）[7][8]。古代較合理的行政公平會使用性別、年齡作為行政依據。以門牌作為行政依據，也避免了對模糊不清的社會概念如家庭的精確定義和隨之而起的紛爭[9]。